# فرودگاه بزیمیانکا
فرودگاه بزیمیانکا (به انگلیسی: Bezymyanka) (به روسی: Безымянка) یک فرودگاه با کد یاتا local (روسی: СБЫ) است که یک باند فرود بتن دارد و طول باند آن ۲۸۰۰х۴۵ متر است. این فرودگاه در شهر سامارا (روسیه) کشور روسیه قرار دارد و در ارتفاع ۴۱ متری از سطح دریا واقع شده‌است.